# Plavební komora Staré Město
Plavební komora Staré Město je vodní dopravní stavba na Baťově kanále. Nachází se na říčním kilometru 36,047 cca 150 m před zaústěním Baťova kanálu do řeky Moravy. Leží na katastrálním území obce Staré Město ve vzdálenosti 900 m jihovýchodně od středu obce. Předchozí plavební stupeň je Plavební komora Huštěnovice, následující plavební stupeň je Zdymadlo Kunovský les.

## Historie
Plavební komora byla zprovozněna v roce 1938. V roce 2001 a 2003 byla provedena kompletní rekonstrukce stavebních i technologických částí včetně elektrifikace a automatizace na jednotný systém dálkového ovládání včetně signalizace.

## Parametry plavební komory
| Celková délka plavební komory | 51,7 m         |
| Užitná délka plavební komory  | 39,1 m         |
| Šířka plavební komory         | 5,3 m          |
| Hloubka plavební komory       | 4 m            |
| Výška záporníku               | 0,94 m         |
| Rozdíl plavebních hladin      | 1,14 m         |
| Výška horní hladiny           | 176,00 m n. m. |
| Výška dolní hladiny           | 174,86 m n. m. |